# Prostitution au Kosovo
La prostitution au Kosovo est illégale et peut entraîner une peine de prison allant jusqu'à soixante jours. Le programme VIH du Fonds mondial de lutte contre le sida, la tuberculose et le paludisme au Kosovo a estimé qu'il y avait 5 037 prostituées dans le pays. De nombreuses femmes se tournent vers la prostitution du fait de la pauvreté.
La prostitution est gérée par le crime organisé au Kosovo.

## Histoire récente
Avant la Guerre du Kosovo qui a suivi la déclaration d'indépendance du Kosovo en 2008, la prostitution se limitait à répondre aux besoins des habitants.
À la suite du cessez-le-feu et de la présence dans le pays de la Mission d'administration intérimaire des Nations unies au Kosovo et d’autres organisations internationales, la demande de prostitution a explosé. Outre les femmes se livrant volontairement à la prostitution, certaines étaient victimes de la traite depuis la Moldavie, la Bulgarie et l'Ukraine.
Kate Allen, directrice d'Amnesty International au Royaume-Uni, a déclaré : « Des femmes et des filles d'à peine 11 ans sont vendues comme esclaves sexuelles au Kosovo et les soldats de la paix internationaux ne parviennent pas seulement à y mettre un terme, ils alimentent activement ce commerce ignoble en payant eux-mêmes des prestations sexuelles auprès de femmes victimes de la traite ».
Le chef du Centre de presse international basé à Mitrovica, Rade Negojevic, a affirmé que le Kosovo était devenu le plus grand bordel du monde depuis l'arrivée des Casques bleus internationaux.
En 2000, l’administration de la MINUK a créé une unité de police contre la traite et la prostitution dans le but de lutter contre les proxénètes, les trafiquants et le crime organisé. Des mesures contre la traite ont été incluses dans le Code pénal provisoire du Kosovo lors de sa rédaction.
Le service de police d'État a signalé en 2008 que la prostitution se produisait dans 694 bars, cafétérias et boîtes de nuit au Kosovo.

## Trafic sexuel
Le Kosovo est principalement un pays de destination (mais aussi une source) pour les femmes et les enfants victimes de trafic sexuel . La plupart des victimes sont victimes de traite interne à des fins d'exploitation sexuelle. Les trafiquants recrutent des victimes par le biais de fausses promesses de mariage ou d'offres d'emploi dans les cafés, les boîtes de nuit et les restaurants. De nombreuses prostituées, en particulier de pays étrangers, viennent aussi volontairement se prostituer au Kosovo. La plupart des victimes de la traite sexuelle au Kosovo sont des filles, avec des groupes criminels qui obligent également les femmes ou poussent des femmes de Moldavie, de Roumanie, de Serbie, de Bulgarie, d'Ukraine, d'Albanie et d'autres pays européens (comme la Russie) à se prostituer. Les femmes et les filles sont victimes de trafic sexuel dans des maisons et appartements privés, des boîtes de nuit et des salons de massage . Les enfants utilisés comme danseurs et escortes sont vulnérables au trafic sexuel. Les trafiquants soumettent les citoyens du Kosovo appartenant à des minorités à la prostitution forcée dans toute l'Europe. Les communautés rom, ashkali et égyptiennes économiquement marginalisées sont vulnérables et utilisées pour le trafic sexuel. La corruption gouvernementale crée un environnement qui permet certains délits de trafic. Plusieurs policiers, employés du ministère du Travail et autres représentants du gouvernement ont été inculpés ou reconnus coupables de délits de traite.
L'article 171 du code pénal interdit toutes les formes de trafic et prévoit des peines de cinq à 12 ans d'emprisonnement et une amende pouvant aller jusqu'à 500 000 euros. Lorsque les infractions de traite sexuelle impliquent des mineurs ou un groupe de victimes victimes de trafic sexuel, les peines passent de 15 à 20 ans d'emprisonnement et une amende. L'article 231 interdit de prendre des services sexuels à une victime de la traite.
Le Bureau de surveillance et de lutte contre la traite des personnes du département d'État des États-Unis classe le Kosovo comme un pays de « niveau 2 ».